# Marulan
Marulan är en ort i Australien. Den ligger i kommunen Goulburn Mulwaree och delstaten New South Wales, i den sydöstra delen av landet, omkring 150 kilometer sydväst om delstatshuvudstaden Sydney.
Runt Marulan är det mycket glesbefolkat, med 6 invånare per kvadratkilometer.. Marulan är det största samhället i trakten. 
I omgivningarna runt Marulan växer huvudsakligen savannskog. Genomsnittlig årsnederbörd är 1 238 millimeter. Den regnigaste månaden är februari, med i genomsnitt 210 mm nederbörd, och den torraste är juli, med 35 mm nederbörd.